# Calocheirus mirus
Calocheirus mirus är en spindeldjursart som beskrevs av Volker Mahnert 1986. Calocheirus mirus ingår i släktet Calocheirus och familjen Olpiidae. Inga underarter finns listade.